# Zisterzienserinnenabtei Ten Roosen
Die Zisterzienserinnenabtei Ten Roosen (auch: Ten Rozen oder Ter Roosen) war von 1235 bis 1796 ein Kloster der Zisterzienserinnen in Aalst, Provinz Ostflandern, Belgien.

## Geschichte
1228 wurde in Aalst (französisch: Alost) ein Nonnenkloster gestiftet, das 1235 in den Zisterzienserorden aufgenommen wurde und noch im 13. Jahrhundert stattliche Klostergebäude errichtete. Im 16. und im 17. Jahrhundert kam es zu Plünderungen und Zerstörungen, doch überlebte die Gemeinschaft (zuletzt mit 58 Personen) bis zu ihrer Aufhebung durch die Französische Revolution. In Aalst erinnern die Straßennamen „Oude Abdijstraat“ und „Rozendreef“ an die frühere Abtei, von der keine Reste übrig sind. Am Ort befindet sich eine Kinderheilstätte, welche die Erinnerung an das Kloster wachhält.